# Gregory C. Johnson
Gregory C. Johnson, född 30 juli 1954, är en amerikansk astronaut uttagen i astronautgrupp 17 den 4 juni 1998.

## Rymdfärder
- Atlantis - STS-125 sista servicefärden till rymdteleskopet Hubble.